# Сперанський (присілок)
Спера́нський (рос. Сперанский, башк. Сперанский) — присілок (у минулому селище) у складі Уфимського району Башкортостану, Росія. Входить до складу Ніколаєвської сільської ради.
Населення — 9 осіб (2010; 27 у 2002).
Національний склад:
- росіяни — 74 %